# Marco Jedlička
Marco Jedlička (* 24. Mai 1969 in Coesfeld) ist ein ehemaliger deutsch-tschechoslowakischer Fußballspieler. 

## Karriere

### Spieler
Jedlička begann für den im Marler Ortsteil Drewer ansässigen VfB Hüls mit dem Fußballspielen. Im weiteren Verlauf spielte er für den TSV Marl-Hüls, die SG Marl und den BW Wulfen aus dem gleichnamigen Dorstener Stadtteil Wulfen.
Zum VfB Hüls zurückgekehrt, trug er in der seinerzeit viertklassigen Verbandsliga Westfalen zum Sieg in der Staffel 1, gleichbedeutend mit dem Aufstieg in die Oberliga Westfalen, bei. In dieser Spielklasse, in der sein Verein nur eine Saison lang vertreten war, bestritt er zehn Punktspiele, in denen er ohne Torerfolg blieb.
In Dülmen im nordrhein-westfälischen Kreis Coesfeld, spielte er von 1991 bis 1994 für den Mehrspartensportverein TSG Dülmen, zuletzt – als regionaler Meister der Verbandsliga Westfalen 1993 aufstiegsbezogen – in der Saison 1993/94 in der seinerzeit drittklassigen Oberliga Westfalen, in der er fünf Tore in 27 Punktspielen erzielte.
Anschließend war er vom 1. Juli 1994 bis zum 30. Juni 1997 Spieler der SG Wattenscheid 09. Für die SG Wattenscheid 09 Amateure bestritt er von 1994 bis 1996 45 Punktspiele in der seinerzeit drittklassigen Regionalliga West/Südwest, in denen er vier Tore erzielte. Mit dem Abstieg in die Oberliga Westfalen folgte eine weitere Saison für ihn.
Für die erste Mannschaft kam er einzig am 30. März 1996 (23. Spieltag) beim 1:1-Unentschieden im Auswärtsspiel gegen den FC Carl Zeiss Jena in der 2. Bundesliga über 90 Minuten zum Einsatz. Mit dem Abstieg in die Regionalliga West/Südwest folgte eine weitere Saison, in der er am 21. und 29. September 1996, am neunten und zehnten Spieltag, bei der 0:2-Niederlage im Auswärtsspiel gegen Eintracht Trier und beim 3:1-Sieg im Heimspiel gegen die SpVgg Erkenschwick eingesetzt wurde. Mit diesen beiden Punktspielen hatte er an der späteren regionalen Meisterschaft, gleichbedeutend mit der Rückkehr des Vereins in die 2. Bundesliga, Anteil. Mit seinem Verzicht auf einen Profi-Vertrag, wechselte er zu Preußen Münster, für den Verein er in der Saison 1997/98 22 und in der Hinrunde der Saison 
1998/99 fünf Punktspiele in der Regionalliga West/Südwest bestritt und seine einzigen drei Tore in seiner ersten Saison erzielte.
Danach spielte er in der Saison 1999/2000 in der viertklassigen Oberliga Westfalen für den im Marler Ortsteil Drewer ansässigen VfB Hüls. Mit 21 von 34 Saisonspielen, in denen ihm zwei Tore gelangen, hatte er an der späteren regionalen Meisterschaft erneut Anteil.

### Trainer
Nach seiner Spielerkarriere fungierte er in der Saison 2019/20 als Co-Trainer des VfB Hüls, war anschließend bis Oktober 2021 Cheftrainer des Bezirksligisten, bevor er vom 19. Dezember 2022 bis zum 31. März 2023 als Interimstrainer des Dorstener Stadtteilvereins Rot-Weiß Deuten in der Staffel 4 der Landesliga Westfalen verantwortlich war. Vom 1. bis zum 27. April 2023 war er als Co-Trainer aktiv, bevor er zu Saisonbeginn 2023/24 den SuS Olfen übernahm.

## Erfolge
- Meister Oberliga Westfalen 2000
- Meister Regionalliga West/Südwest 1997
- Zweimaliger Aufstieg in die Oberliga Westfalen als
  - Staffelsieger 1 Verbandsliga Westfalen 1990 (mit dem VfB Hüls), 1993 (mit der TSG Dülmen)